# Rüdiger Frohn
Rüdiger Frohn (* 26. August 1950 in Gevelsberg) ist ein ehemaliger deutscher Richter und politischer Beamter. Er war von 1999 bis 2004 Chef des Bundespräsidialamts.

## Leben und Wirken

### Herkunft und Ausbildung
Rüdiger Frohn wuchs im Bergischen Land auf. Er absolvierte in Gevelsberg das Abitur, trat der SPD bei und leistete von 1970 bis 1971 Zivildienst. Im Anschluss studierte er an der Universität Bochum Rechtswissenschaften. 1976 bestand er die erste juristische Staatsprüfung, 1979 die zweite.

### Laufbahn
Im Herbst 1979 wurde Frohn Verwaltungsrichter im Land Nordrhein-Westfalen. Im Sommer 1980 wurde er in das Justizministerium abgeordnet und übernahm dort die Leitung des Ministerbüros Diether Posser. Zudem war er für Personalangelegenheiten der Richter und Staatsanwälte zuständig. 
Im Oktober 1982 wurde Frohn zum Richter am Verwaltungsgericht ernannt. 1985 erfolgte die Versetzung in die nordrhein-westfälische Staatskanzlei unter Ministerpräsident Johannes Rau. In ihm fand Frohn einen Förderer. 1995 wurde Frohn Staatssekretär und Leiter der Staatskanzlei. Von 1999 bis 2004 war er Chef des Bundespräsidialamts.

### Mitgliedschaften
Frohn ist Mitglied des Kuratoriums des forum thomanum Leipzig e. V. Außerdem ist er Mitglied und ehemaliges Vorstandsmitglied im CVJM Gevelsberg e. V.

## Ehrungen und Auszeichnungen
Seit 2005 wirkt Frohn als Vorsitzender des Beirats der Stiftung Mercator in Essen. In dieser Eigenschaft erhielt er 2011 die Auszeichnung Bürger des Ruhrgebiets. 2013 wurde Frohn als Ehrenbürger der Universität Bochum ausgezeichnet.